# Mahates (ort)
Mahates är en ort i Colombia.   Den ligger i departementet Bolívar, i den norra delen av landet, 600 km norr om huvudstaden Bogotá. Mahates ligger 10 meter över havet och antalet invånare är 9 224.
Terrängen runt Mahates är platt. Runt Mahates är det ganska glesbefolkat, med 47 invånare per kvadratkilometer. Närmaste större samhälle är Arjona, 17,0 km väster om Mahates. Omgivningarna runt Mahates är huvudsakligen savann.